# Bree Wasylenko
Bree Wasylenko (Okotoks, 13 de junio de 1988) es una actriz y bailarina canadiense. Es conocida por interpretar a Kate en la serie The Next Step.

## Biografía
Wasylenko nació en Canadá el 13 de junio de 1988. En 2011 aparece como bailarina en la película para televisión Desperately Seeking Santa y en 2013 como Roxie en la película Alive. Como invitada en series de televisión podemos encontrarla en Reign y Murdoch Mysteries. En 2013 hasta 2016 coprotagoniza la serie The Next Step. donde interpreta a Kate la dueña del estudio " The Next Step".

## Filmografía

### Televisión
- The Next Step (2013-2025)
- Reign (2015)
- Murdoch Mysteries (2015)

### Películas
- Desperately Seeking Santa (2011)
- Alive (2013)